# 뱀파이어 탐정
《뱀파이어 탐정》은 2016년 3월 27일부터 2016년 6월 12일까지 OCN에서 방영된 드라마이다.

## 등장 인물

### 주요 인물
- 이준 : 윤산 역
- 오정세 : 용구형 역
- 이세영 : 한겨울 역

### 주변 인물
- 이청아 : 요나 / 은혜 역
- 조복래 : 강태우 역
- 김윤혜 : 정유진 역
- 안세하 : 박형사 역
- 김기무 : 닥터 황 (황재국) 역
- 재이 : 세라 역

### 그 외 인물
- 한수연 : 김연주 역
- 최귀화 : 장태식 역
- 조원희
- 한호용
- 김영재 : 김경수 역
- 최송현 : 서승희 역
- 박나예 : 어린 서승희 역
- 차강석 : 연하남 역
- 이해영 : 정지웅 역
- 김서연 : 박보은 역
- 염지영 : 최선영 역
- 조하석 : 최태식 역
- 유하복 : 강세호 / 최철호 역
- 박효준 : 최철용 역
- 박두식 : 최철우 역
- 이영석 : 흑룡반점 주인 역
- 박건락
- 남태부 : 불곰 역
- 송지인 : 문미진 역
- 김승훈 : 문경호 역
- 박영수 : 모델 소속사 대표 역
- 장가현
- 진아름
- 여혜원
- 한경현
- 김난휘 : 윤영린 역
- 구재이 : 윤설아 역
- 유준홍 : 김민수 역
- 이채원 : 은채 역
- 박원빈
- 김대흥
- 최교식
- 지성근
- 김사훈
- 김혜나 : 김지연 역
- 고서희 : 임미라 역
- 성민수 : 지승철 선생 역
- 전현숙 : 노희숙 역
- 홍승범 : 박재욱 역
- 한은서 : 이수연 역
- 오희준 : 20년전의 용구형 역
- 이주아 : 20년전의 김지연 역
- 이정혁 : 20년전의 지승철 역
- 서정희 : 20년전의 임미라 역
- 이연 : 20년전의 노희숙 역
- 김진우 : 20년전의 박재욱 역
- 황상경 : 젊은 시절 주영광 역
- 하주희
- 김희령 : 강소현 역
- 김하린 : 젊은 시절 강소현 역
- 조경현
- 박재훈 : 라울 (라재욱) 역
- 한성용
- 이준희
- 남현주 : 은혜 (요나)의 어머니 역
- 한보배 : 황재연 역
- 조승연 : 설용철 (설법사) 역
- 김정영 : 황재국 (닥터 황)의 어머니 역
- 우정국 : 무속인 역
- 이한샘 : 여자무당 역
- 민준현 : 남자무당 역
- 지찬
- 김용운 : 흥신소의 남자 역
- 최나무
- 권혁수 : 황재국 (닥터 황)의 아버지 역
- 금동현 : 김성규 역
- 한유이 : 주디 역
- 이아진 : 미소 역
- 신경선 : 신선 역
- 현영균 : 쿡영 역
- 이성주 : 독고구검 역
- 배기범 : 임강석 PD 역
- 이창식 : 김성규의 아들 김욱 역
- 플래쉬
- 나광훈 : 조명근 역
- 김성범 : 임현탁 역
- 정연심 : 방수진 역
- 민준호
- 국지용

### 특별출연
- 재희 : 한규민 역
- 이영하 : 주영광 역

## 시청률
최저 시청률과 최고 시청률은 시청률 조사회사와 지역별로 시청률에 차이가 있을 수 있습니다.
| 2016년 | 2016년   | 2016년               | 2016년     | 2016년      |
| 회차   | 방송일   | 부제                 | AGB 시청률 | TNmS 시청률 |
| ------ | -------- | -------------------- | ---------- | ----------- |
| 1화    | 3월 27일 | 밤에 살다            | 1.092%     | 0.8%        |
| 2화    | 4월 3일  | 24시간               | 1.318%     | 0.9%        |
| 3화    | 4월 10일 | 용은 잠들다          | 1.034%     | 0.9%        |
| 4화    | 4월 17일 | 어둠 속의 기다림     | 1.179%     | -           |
| 5화    | 4월 24일 | 여배우는 죽어야 한다 | 0.722%     | 0.7%        |
| 6화    | 5월 1일  | 내가 죽인 소녀       | 1.031%     | 0.5%        |
| 7화    | 5월 8일  | 밤의 의뢰인          | 0.769%     | 0.7%        |
| 8화    | 5월 15일 | 영혼의 심판          | 0.726%     | 0.8%        |
| 9화    | 5월 22일 | 죽음의 방송          | 0.918%     | 0.6%        |
| 10화   | 5월 29일 | 악의 사슬            | 0.894%     | 0.7%        |
| 11화   | 6월 5일  | 무너진 세상에서      | 0.628%     | -           |
| 12화   | 6월 12일 | 또 다시 밤           | 0.898%     | 0.6%        |